# Эрнрут, Адольф
Адольф Эрнрут (фин. Adolf Ehrnrooth; 9 февраля 1905, Гельсингфорс, Великое княжество Финляндское — 26 февраля 2004, Турку, Финляндия) — генерал оборонительных сил Финляндии.

## Биография
В 1922 году Адольф Эрнрут начал свою военную карьеру, окончив кадетскую школу и поступив на службу в Драгунский полк Уусимаа. Во время Зимней войны (1939—1940) проходил службу в 7-й дивизии и кавалерийской бригаде. После начала Войны-продолжения (1941—1944) в звании капитана служил во 2-й дивизии, где в ходе боя получил серьёзные ранения. После выписки из госпиталя был назначен командиром 7-го пехотного полка 2-й дивизии. После боев на Карельском перешейке был награждён Крестом Маннергейма. После окончания Второй мировой войны продолжил службу в силах обороны Финляндии до 1965 года.
Адольф Эрнрут считался прямолинейным человеком с непростым характером. Он дистанцировался от финских националистов, которые почитали его как кумира, а в последние годы поддерживал неправительственную организацию «ПроКарелия», которая занималась перезахоронением финляндских солдат из Карелии в Финляндию. 26 февраля 2004 года Адольф Эрнрут скончался в Турку и был похоронен с государственными почестями на кладбище Хиетаниеми в Хельсинки. В 2004 году генерал Адольф Эрнрут занял четвёртое место в конкурсной программе, организованной национальной финской телерадиовещательной компанией Yle. Целью программы было определить с помощью всеобщего голосования наиболее великих людей в истории Финляндии.